# Hyophila validinervis
Hyophila validinervis là một loài rêu trong họ Pottiaceae. Loài này được Cardot & P. de la Varde mô tả khoa học đầu tiên năm 1922.